# Indeen(1,2,3-cd)pyreen
Indeen[1,2,3-cd]pyreen is een polycyclische aromatische koolwaterstof met als brutoformule C22H12. De moleculaire structuur kan opgevat worden als de fusie van een molecuul indeen en een molecuul pyreen.
De stof komt voor als gele kristallen, die onoplosbaar zijn in water. Ze is geclassificeerd volgens het IARC in klasse 2B, wat betekent dat ze mogelijk carcinogeen is voor de mens.